# Superksiężyc
Superksiężyc – potoczna i astrologiczna nazwa Księżyca w pełni, znajdującego w syzygijnym perygeum swojej orbity. Księżyc osiąga wówczas najmniejszą odległość od Ziemi. Według danych NASA w tym położeniu Księżyc dla obserwatorów jest do 14% większy i  świeci do 30% jaśniej niż w apogeum. Opinie o możliwości wywoływania przez Księżyc w tym położeniu szczególnie niszczycielskich zjawisk, jak fale oceaniczne, trzęsienia ziemi, wybuchy wulkanów, nie mają potwierdzenia w badaniach zjawisk przyrody.
Nazwa „superksiężyc” została wprowadzona w 1979 r. przez astrologa Richarda Nolle na określenie momentu, gdy Słońce, Księżyc i Ziemia znajdują się względem siebie w linii prostej, a Księżyc dodatkowo jest w swoim perygeum. Położenie takie występuje średnio raz na rok.

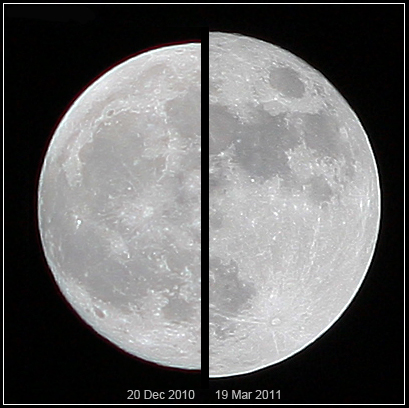
Superksiężyc 19 marca 2011 r. (z prawej) w porównaniu ze „zwykłym” widocznym 20 grudnia 2010 r.
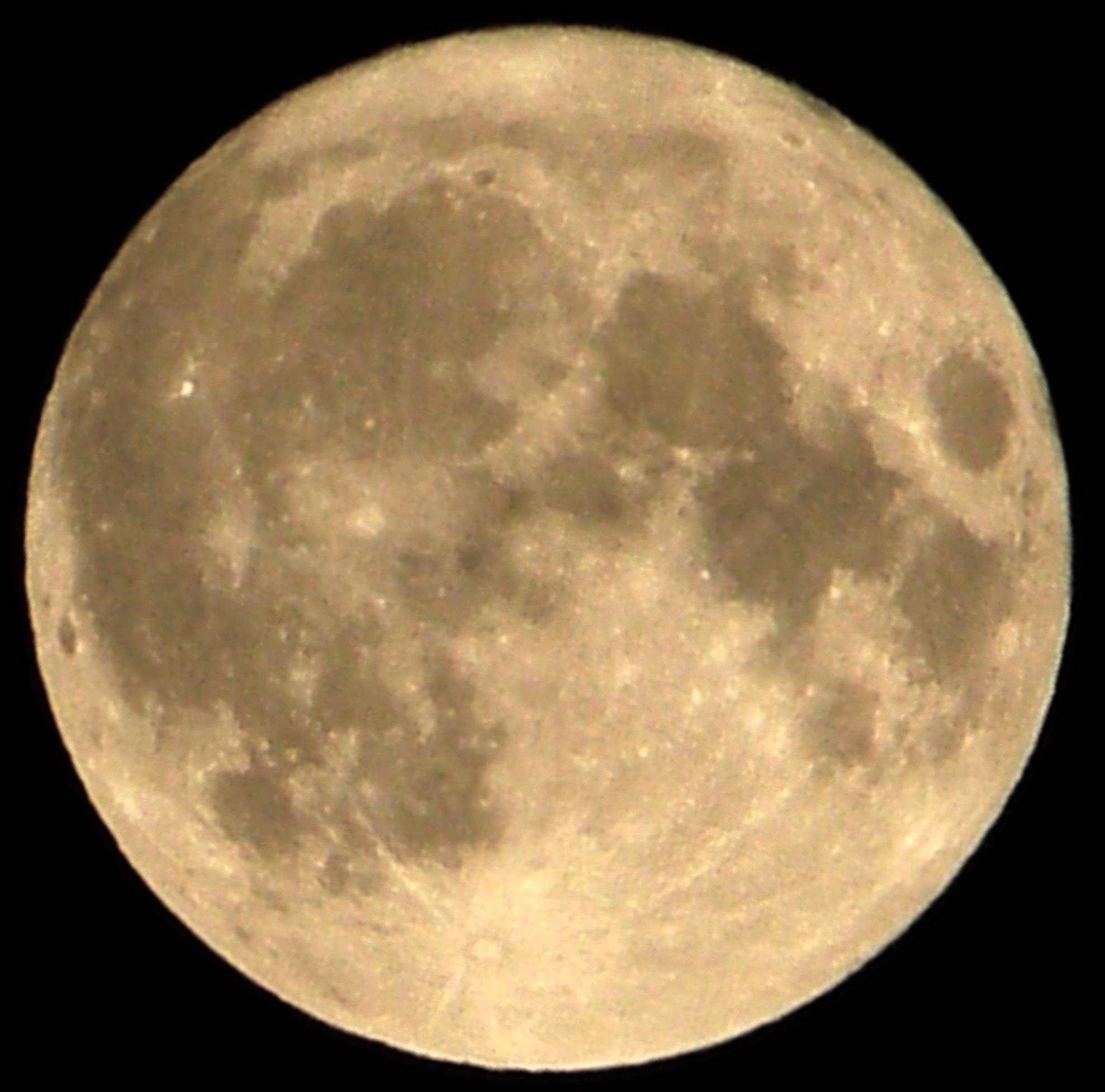
Superksiężyc 19 marca 2011 r. (odległość od Ziemi 356 577 km)
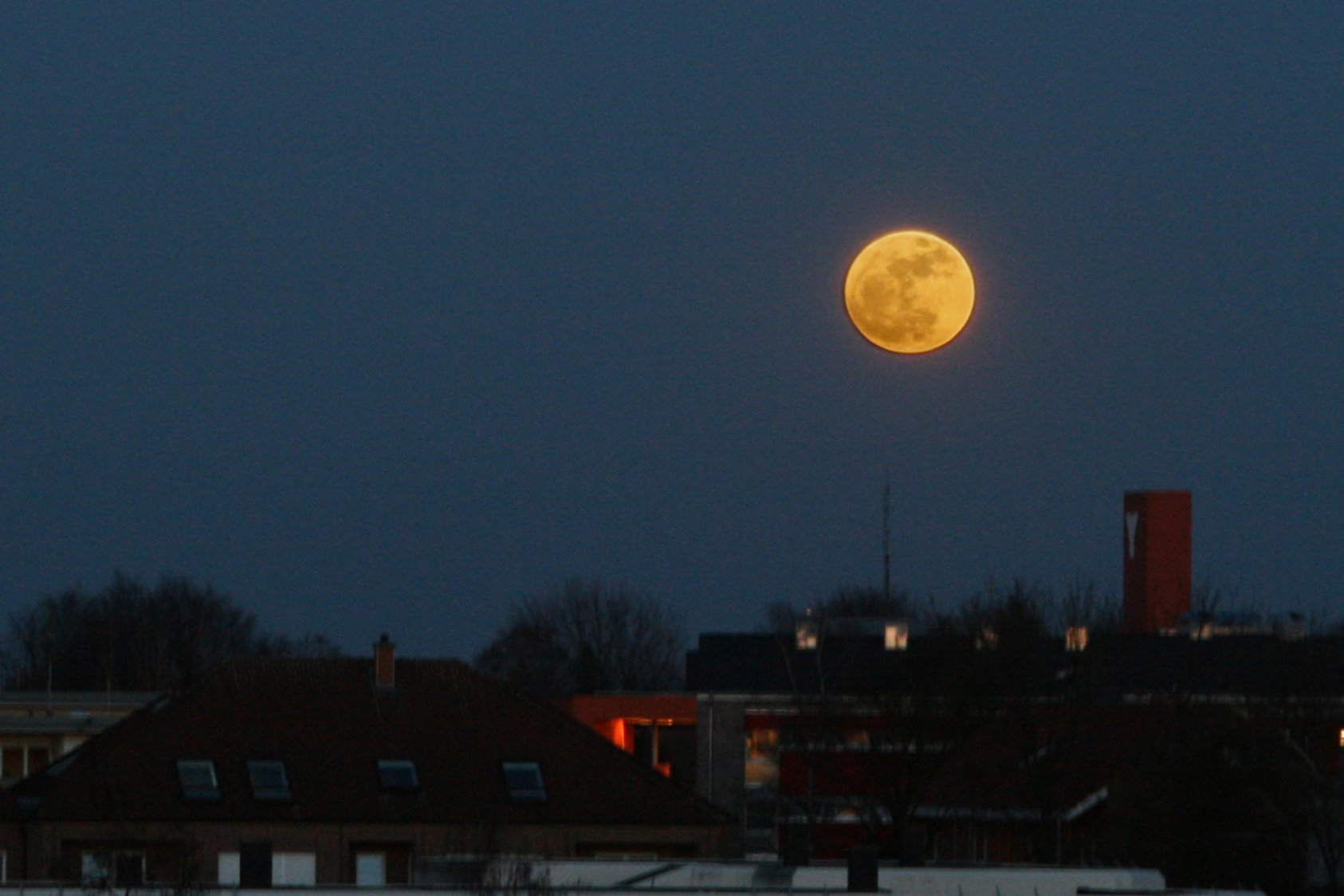
Superksiężyc nad Münster 19 marca 2011 r.